# Baeriinae
Baeriinae es una subtribu de la familia de las asteráceas.

## Descripción
Incluye especies herbáceas, anuales o perennes, con hojas opuestas o alternas en raras ocasiones, la mayoría sin tallos.  La inflorescencia es una cabeza  terminal, solitaria o en corimbo, por lo general, con las flores del disco hermafroditas, la envoltura es  campanulada a cilíndrica, con brácteas dispuestas en serie de 1-2. El fruto es un aquenio, prismática comprimida, con una capa delgada de fitomelanina, con vilano escamoso o ausente veces.

## Distribución y hábitats
La mayoría de las especies de la subtribu se concentran en Estados Unidos y en el oeste de México del norte de Europa. Una de las especies, Amblyopappus pusillus tiene una distribución amplia, estando presente tanto en los EE. UU. y en México y América del Sur ( Chile y Perú ).

## Taxonomía
En su clasificación de 1981, Harold Ernest Robinson  considera Baeriinae una subtribu de Heliantheae asignándole los siguientes géneros:
- Amblyopappus Hook. & Arn.
- Antheropeas Rydb
- Baeriopsis J.T.Howell
- Eatonella A. Gray
- Eriophyllum Lag.
- Lasthenia Cass
- Lembertia Greene
- Monolopia DC.
- Oxypappus Benth.
- Pseudobahia (A.Gray) Rydb.

Recientes estudios filogenéticos han llevado a incluir la tribu Baeriinae en Madieae, aportando al grupo los siguientes géneros:
- Amblyopappus Hook. & Arn. (1 sp.)
- Baeriopsis J.T.Howell (1 sp.)
- Constancea B.G.Baldwin (1 sp.)
- Eriophyllum Lag. (14 spp.)
- Lasthenia Cass. (19 spp.)
- Monolopia DC. (5 spp.)
- Pseudobahia (A.Gray) Rydb. (3 spp.)
- Syntrichopappus A.Gray (2 spp.)

De acuerdo con esta clasificación reciente del género Eatonella se atribuye a Hulseinae y el género Oxypappus y Tageteae, mientras que Antheropeas e Lembertia se consideran sinónimos, respectivamente de Eriophyllum y Monolopia.

## Galería

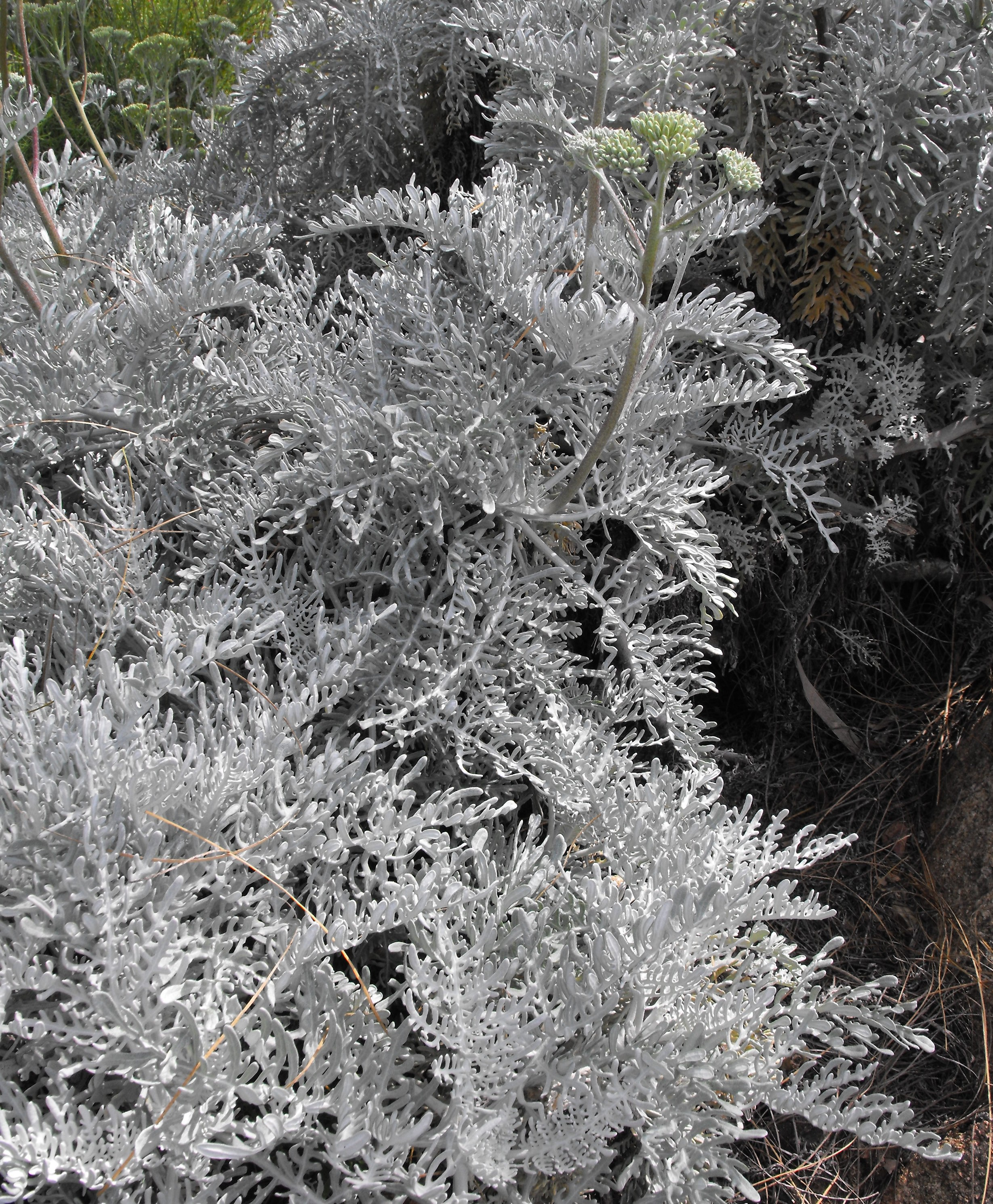
Constancea nevinii
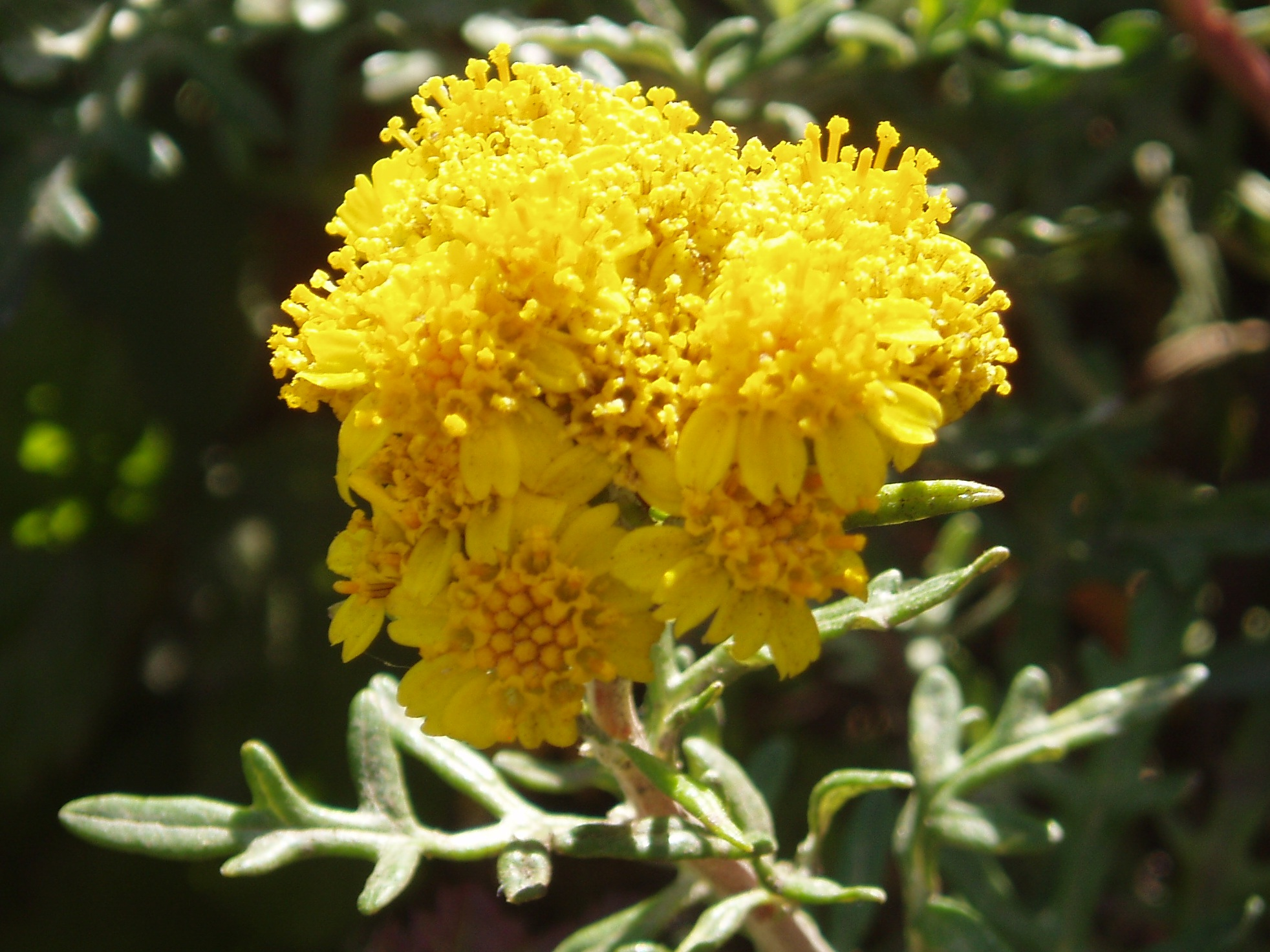
Eriophyllum stoechadifolium
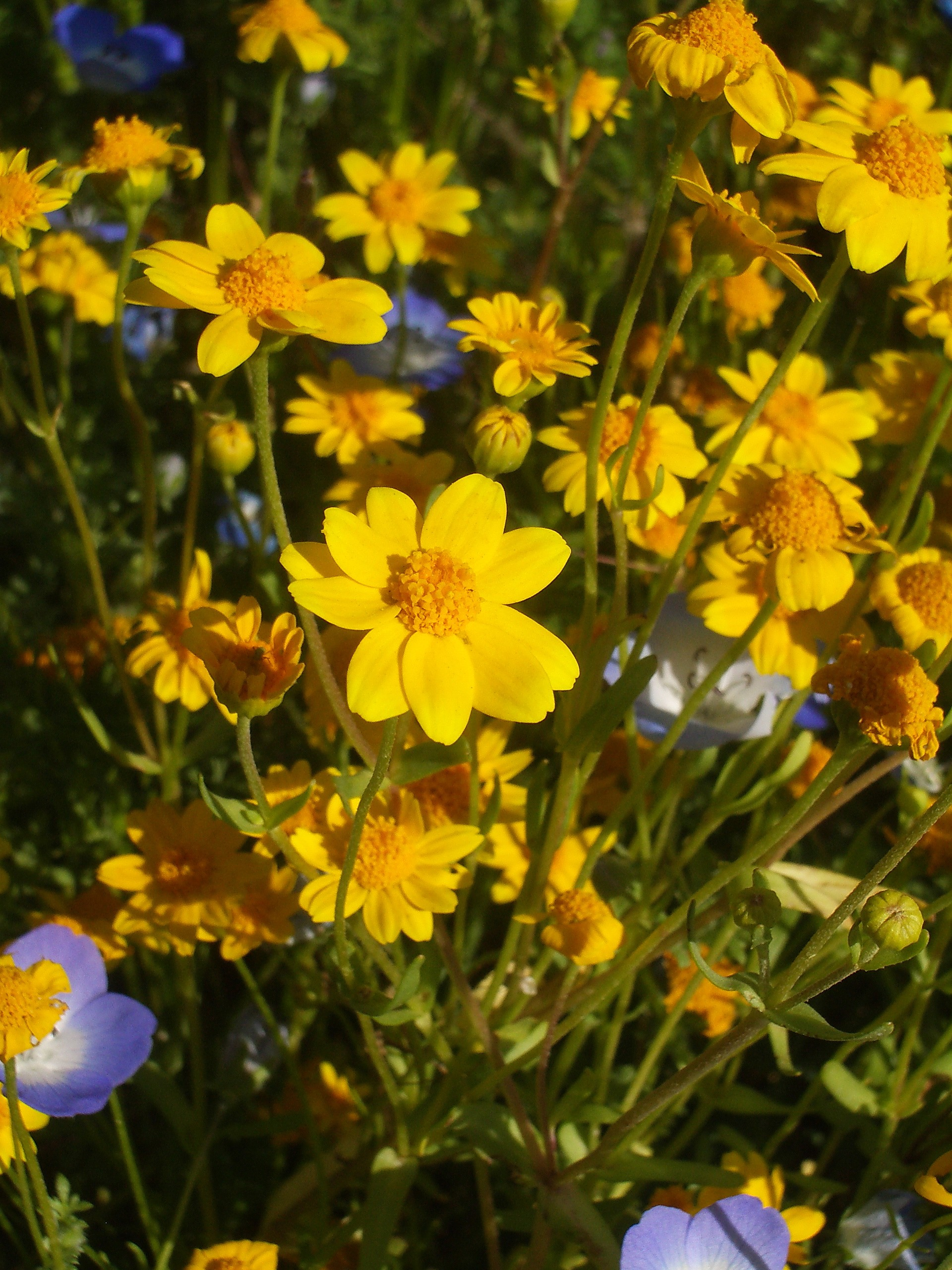
Lasthenia glabrata
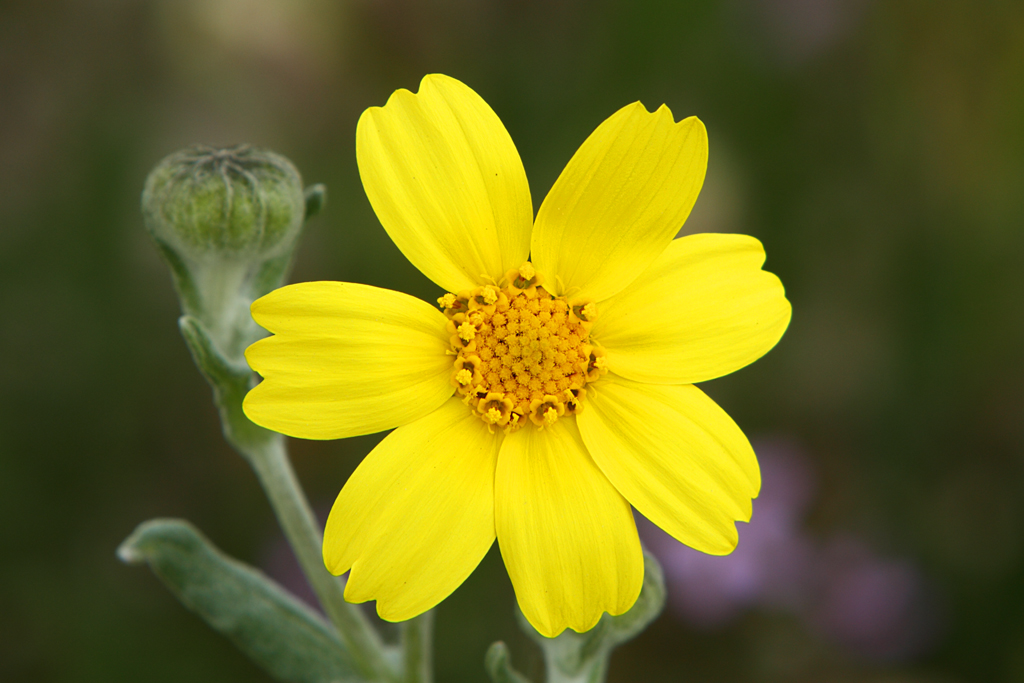
Monolopia lanceolata